# Jens Stenbæk
Jens Stenbæk (født 1959 i Skellingsted) er en dansk politiker fra Venstre, der var regionsrådsformand i Region Sjælland og næstformand i Danske Regioner fra 2014 til 2017. Tidligere havde han været borgmester i Tornved Kommune fra 1998 til 2005. Han genopstillede ikke ved regionsrådsvalget 2017.
Jens Stenbæk blev valgt som borgmester i Tornved Kommune fra 1998 til 2005. Kommunen, som var kendt for Danmarks højeste skatteprocent, men også for projektet "Guldet og de grønne skove" fra 2004, hvor borgere blev inddraget i udviklingen af fremtidens kommune. Projektet blev senere videreudviklet og blev en del af Holbæk Kommune som lokalfora med borgerinddragelse og lokaldemokrati.
Jens Stenbæk blev ved valget til Holbæk Sammenslutningsudvalg, stemt ind med 6351 stemmer og fik titlen som viceborgmester.
I 2011 var han spidskandidat til regionsrådsvalget i Regions Sjælland. Her fik han flest personlige stemmer. Posten som regionsrådsformand gik dog til socialdemokraten Steen Bach Nielsen.
Jens Stenbæk blev genvalgt som spidskandidat til Venstres liste ved regionsrådsvalget 19. november 2013.

## Tidligere tillidsposter
- Formand for Danske Regioners Løn- og Personalepolitiske udvalg
- Formand for RLTN
- Regionsrådsudvalg: Løn- og Personalepolitisk Udvalg
- Formand for Kommunekontaktråd Sjælland - de 17 kommuner i Regions Sjælland.
- Medlem af KLs bestyrelse.
- Formand KLs teknik- og miljøudvalg. Formand for Nationalt Folkeoplysningsudvalg
- Regionsrådsmedlem
- Formand for Pensam

## Bestyrelsesarbejde
Efter den politiske karriere har han fra 2017 været bestyrelsesformand for Energikoncernen Andel, og fra 2018 bestyrelsesformand   Professionshøjskolen Absalon samt medlem af Kommunernes Landsforenings Teknologitænketank og bestyrelsesmedlem i flere andre organisationer.